# 국군복지단
국군복지단(國軍福祉團, Korea Armed Forces Welfare Agency)은 군 복지시설 및 체육시설의 관리·운영 등에 관한 업무를 통합 관장하기 위하여 설치된 대한민국 국방부 직할부대이다. 서울특별시 용산구의 통합청사에 본부를 두고 있다.
각군의 복지근무지원단을 병합하여 2008년 9월 1일에 창설되었다.

## 임무 및 기능

### 임무
- 국군의 복지시설 및 체육시설의 관리 및 운영
- 국군복지단에 배정된 군인복지기금의 운용

### 기능
- 군 복지증진을 위한 중·장기 복지 추진계획 수립 및 시행
- 군 복지증진을 위한 복지사업계획의 수립 및 집행
- 군인복지기금의 운용
- 군 복지사업에 사용되는 재원조달 및 운용
- 복지시설 운영예산의 편성, 집행 및 결산
- 군 복지시설 및 체육시설의 운영제도 개선
- 그 밖의 국방장관으로부터 위임받은 군 복지관련 업무의 수행

## 연혁

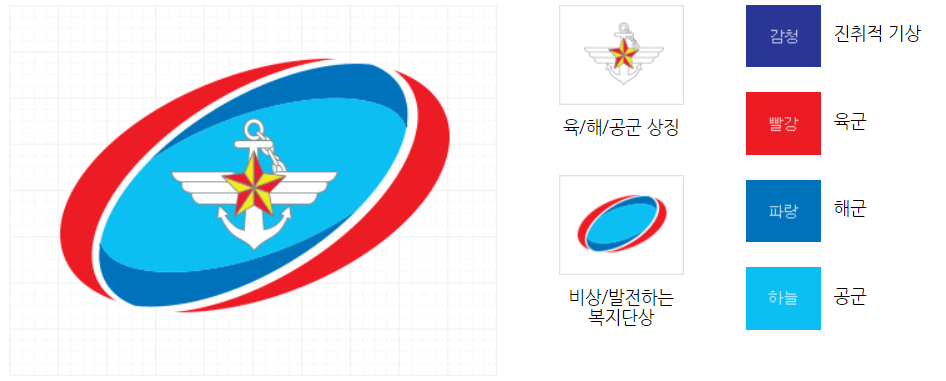
국군복지단 부대마크

### 육군 복지근무지원단
- 1949년 7월 5일: 후생감실 창설
- 1960년 8월 20일: 원호관리국으로 승격
- 1970년 12월 1일: 원호관리단으로 개편
- 1977년 5월 1일: 피지원부대(야전부대)에서 매점(PX) 인수
- 1981년 2월 2일: 복지근무지원단 개칭
- 2006년 4월 1일: 육군인사사령부로 예속 변경

### 공군 복지근무지원단
- 1949년 7월 5일: 후생감실 창설
- 1987년 12월 1일: 복지근무지원전대 증편
- 1999년 3월: 편제 개편
- 2003년 4월 2일: 공군회관 개관

### 해군 복지근무지원단
- 1948년 8월: 호국군 창설
- 1987년 1월 1일: 해군 복지근무지원단 창설
- 1987년 8월 5일: 서울 해군회관 개관
- 1990년 5월 1일: 진해 해군회관 개관
- 1996년 1월 11일: 군 자녀 기숙사(근학사) 준공
- 2000년 11월 17일: 제주 해군호텔 개관

### 국군복지단
- 2008년 9월 1일: 국군복지단 창설

## 복지 혜택

### 호텔/콘도/컨벤션

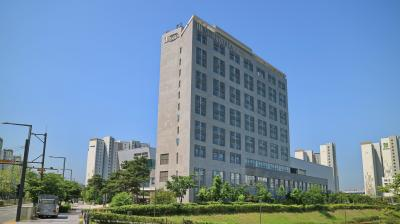
밀리토피아 호텔

군인은 제주 서귀포 호텔, 화진포콘도 호텔, 청간정콘도, 송정콘도, 대천콘도 1관, 대천콘도 2관, 국방컨벤션, 밀리토피아 호텔(민간위탁)의 8개 호텔 및 콘도를 할인된 가격으로 이용 가능하다.

#### 이용 대상
현역군인, 19년 6개월 이상 복무 후 전역한 군인(임관일자 기준), 군무원, 기타(사관생도, 부사관후보생 등) 각각 70%, 20%, 5%, 5%씩 객실을 할당하여 이용가능하다.

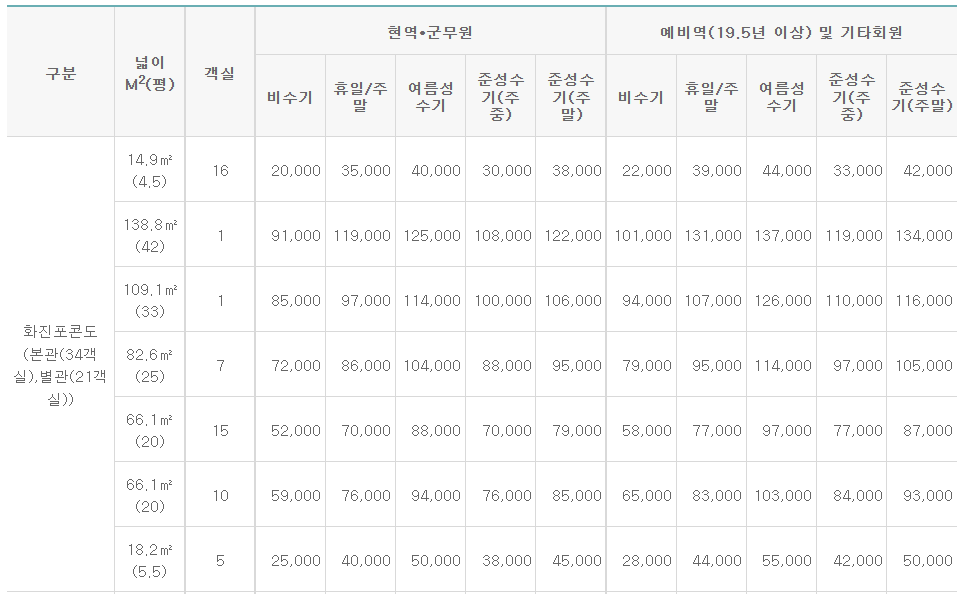
화진포콘도 이용요금표

#### 이용 시기/금액
비수기, 휴일/주말, 여름성수기, 준성수기(평일), 준성수기(주말) 모두 다른 가격으로 책정이 되어 있기 때문에 홈페이지의 이용요금을 미리 알아보고 방문해야 한다.

### 체력단련장
태릉, 남수원, 동여주, 처인 4곳이 있으며 민영 골프장과 제휴하여 골프장을 제공하거나 체력단련장을 제공한다. 개인별 예약부터 할당부서 예약, 잔여티 예약 등 다양한 방식과 형태로 예약이 가능하다.

### 국군복지포탈
국군복지포탈은 군인과 그 가족을 위한 복지 정보와 서비스를 제공하는 통합 플랫폼이다. 다양한 복지 프로그램, 교육 자료, 상담 서비스 등을 온라인으로 이용할 수 있으며, 신청 및 예약 기능을 통해 편리하게 복지 혜택을 누릴 수 있다.국군복지포탈

### 마트/쇼핑타운
전국 곳곳에 자리한 쇼핑타운을 이용할 수 있다. 편하게 부대 밖에 존재하는 PX라고 생각하면 된다. 면세주류, 판매상품 등을 홈페이지에서 확인할 수 있으며 필요시에는 필요상품을 신청하여 구매할 수도 있다.

### 인터넷 쇼핑몰
Wa-Mall이라고 불리는 인터넷 쇼핑몰이다.

### 맞춤형복지포털(iMND복지포털)
iMND 복지포털은 군인과 그 가족의 복지 향상을 위해 설계된 통합 온라인 복지 플랫폼이다. 이 시스템은 군 복무 중 발생할 수 있는 다양한 상황에 맞춰 개인화된 복지 서비스를 제공하는 것을 목표로 한다. 특히, 군인과 그 가족이 필요로 하는 정보와 자원을 손쉽게 접근할 수 있도록 지원하여 복지 서비스의 실질적인 효과를 극대화한다.iMND 복지포털

## 참고 문헌
국군복지단 공식 홈페이지, https://www.welfare.mil.kr/content/content.do?m_code=13 보관됨 2022-12-28 - 웨이백 머신
국군복지단 조직 및 운영에 관한 훈령